# Croton siltepecensis
Croton siltepecensis är en törelväxtart som beskrevs av Cyrus Longworth Lundell. Croton siltepecensis ingår i släktet Croton och familjen törelväxter. Inga underarter finns listade i Catalogue of Life.